# Gronsveld
Gronsveld (en limbourgeois Groéselt) est un village situé dans la commune néerlandaise d'Eijsden-Margraten, dans la province du Limbourg. Le 1er janvier 2005, le village comptait 2 490 habitants.

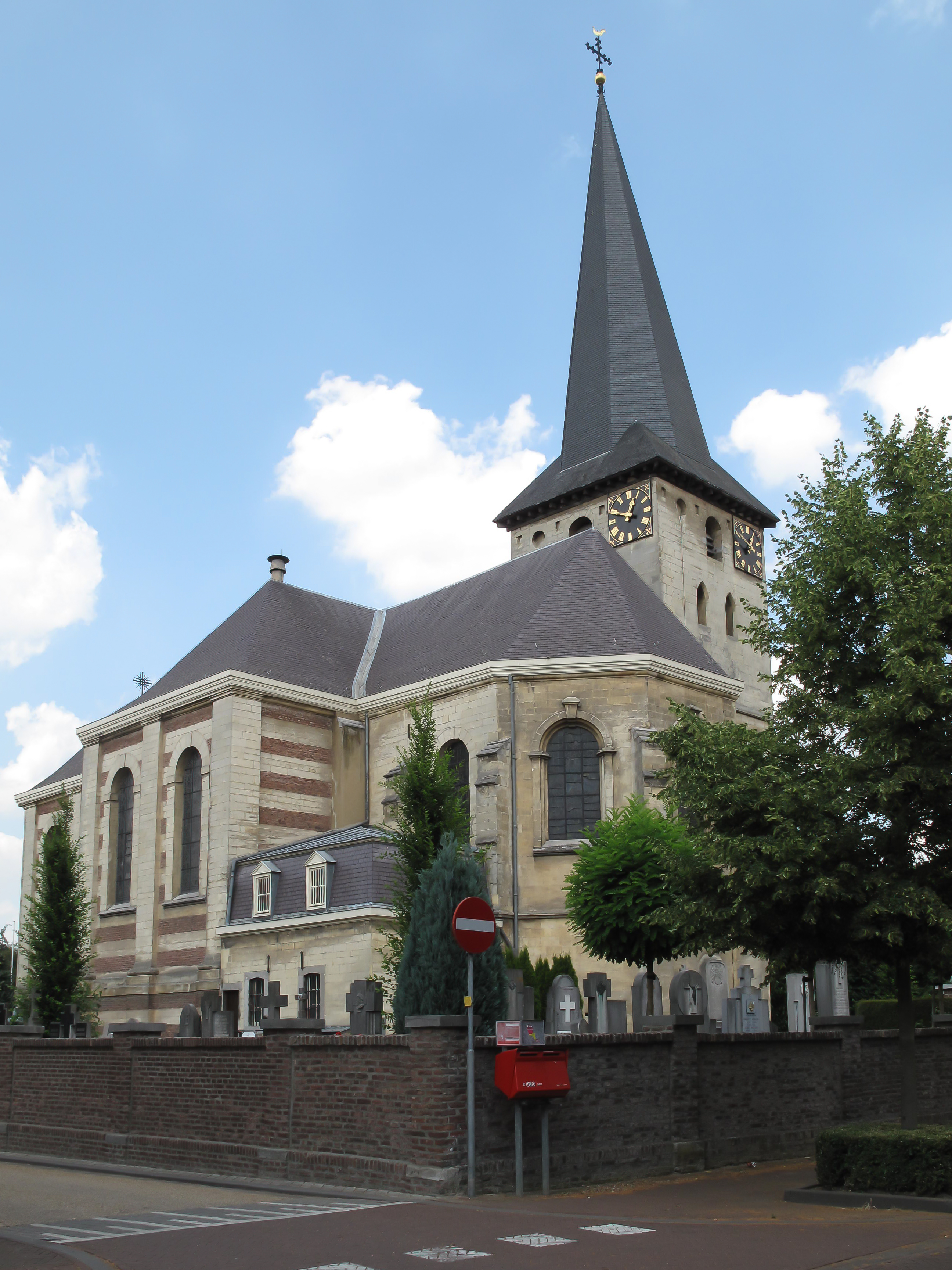
Gronsveld, église: de Sint Martinuskerk

## Personnalités liées
- Hubert Joachim Brouwers (1833-1892), homme politique néerlandais